# Karl-Friedrich Knoche
Karl-Friedrich Knoche (* 24. Dezember 1933 in Bad Oeynhausen; † 14. Mai 2016) war ein deutscher Maschinenbauingenieur.

## Leben und Werk
Knoche studierte von 1954 bis 1958 Maschinenbau an der Technischen Universität Braunschweig. 1961 erfolgte seine Promotion zum Dr. Ing. an der Technischen Hochschule Braunschweig.
In den Folgejahren war Knoche Schüler und Mitarbeiter von Fran Bošnjaković (1902–1993) am neugegründeten Institut für Thermodynamik der Luft- und Raumfahrt an der Universität Stuttgart (zu jener Zeit noch Technische Hochschule Stuttgart). Nach seiner Habilitation 1964 unterbrach er seine Stuttgarter Jahre mit einem einjährigen Aufenthalt an der University of Minnesota und den Aerospace Research Laboratories in Ohio. Nach der Emeritierung Bošnjakovićs 1969 folgte Knoche einem Ruf an die RWTH Aachen, wo er anlässlich der Aufteilung des Maschinenlaboratoriums in ein Institut für Technische Thermodynamik und ein Institut für Angewandte Thermodynamik als ordentlicher Professor den Lehrstuhl und die Leitung des Institutes für Technische Thermodynamik übernahm. Hier lehrte und forschte er bis zu seiner Emeritierung im Jahre 1999.
Knoche war seit 1978 Ordentliches Mitglied der Nordrhein-Westfälischen Akademie der Wissenschaften und der Künste, Mitglied der Deutschen Akademie der Technikwissenschaften (acatech), Mitglied des Fachgebietes chemische und thermische Verfahrenstechnik in der Union der deutschen Akademien der Wissenschaften und seit 1967 Mitglied im Verein Deutscher Ingenieure (VDI). Von 1994 bis 1999 war er Vizepräsident der Deutschen Forschungsgemeinschaft.